# Romario Ibarra
Romario Andrés Ibarra Mina (Atuntaqui, 24 september 1994) is een Ecuadoriaans voetballer die doorgaans als aanvaller speelt. Hij verruilde Universidad Católica in juli 2018 voor Minnesota United. Ibarra debuteerde in 2017 in het Ecuadoraans voetbalelftal.
Ibarra is een jongere broer van Renato Ibarra.

## Clubstatistieken
| Seizoen         | Club                 | Competitie          | Competitie | Competitie | Beker | Beker | Internationaal | Internationaal | Totaal | Totaal |
| Seizoen         | Club                 | Competitie          | Wed.       | Dlp.       | Wed.  | Dlp.  | Wed.           | Dlp.           | Wed.   | Dlp.   |
| --------------- | -------------------- | ------------------- | ---------- | ---------- | ----- | ----- | -------------- | -------------- | ------ | ------ |
| 2013            | LDU Quito            | Primera A           | 7          | 0          | 0     | 0     | 0              | 0              | 7      | 0      |
| 2014            | Universidad Católica | Primera A           | 34         | 4          | 0     | 0     | 0              | 0              | 34     | 4      |
| 2015            | Universidad Católica | Primera A           | 27         | 1          | 0     | 0     | 1              | 0              | 28     | 1      |
| 2016            | Universidad Católica | Primera A           | 24         | 2          | 0     | 0     | 2              | 0              | 26     | 2      |
| 2017            | Universidad Católica | Primera A           | 33         | 7          | 0     | 0     | 3              | 1              | 36     | 8      |
| 2018            | Universidad Católica | Primera A           | 13         | 1          | 0     | 0     | 0              | 0              | 13     | 1      |
| 2018            | Minnesota United     | Major League Soccer | 9          | 3          | 0     | 0     | 0              | 0              | 9      | 3      |
| 2019            | Minnesota United     | Major League Soccer | 8          | 2          | 0     | 0     | 0              | 0              | 8      | 2      |
| Carrière totaal | Carrière totaal      | Carrière totaal     | 155        | 20         | 0     | 0     | 6              | 1              | 161    | 21     |

Bijgewerkt t/m 28 april 2019

## Interlandcarrière
Ibarra debuteerde op 6 oktober 2017 in het Ecuadoraans voetbalelftal, tijdens een kwalificatiewedstrijd voor het WK 2018. Zijn ploeggenoten en hij verloren die dag met 2–1 in en tegen Chili. Hij maakte zelf de 1–1.
1 Galíndez ·
2 Torres ·
3 Hincapié ·
4 Arboleda ·
5 Cifuentes ·
6 Pacho ·
7 Estupiñán ·
8 Gruezo ·
9 Preciado ·
10 Ibarra ·
11 Estrada ·
12 Ramírez ·
13 Valencia  ·
14 Arreaga ·
15 Mena ·
16 Sarmiento ·
17 Preciado ·
18 Palacios ·
19 Plata ·
20 Méndez ·
21 Franco ·
22 Domínguez ·
23 Caicedo ·
24 Reasco ·
25 Porozo ·
26 Rodríguez ·
Coach: Alfaro